# Ким Этернити
Ким Этернити (англ. Kim Eternity), настоящее имя Кимберли Хайнс (англ. Kimberly Hines, род. 22 марта 1973, Сан-Диего, Калифорния) — американская порноактриса, член зала славы Urban X Award.

## Биография
Родилась 22 марта 1973 года в Сан-Диего, афроамериканка. В 1982 году начала сниматься для мужских журналов, таких как Score, Busty Beauties, Voluptuous, Black Tail, Black Beauties, Black Lust, Video Illustrated и многие другие. Появилась более чем в 40 журналах и более чем на 25 обложках и разворотах.
В порноиндустрии дебютировала в 1994 году, в возрасте около 21 года. Первая сцена — на студии Scoreland & Bogas Brothers. Также снималась на таких студиях, как Big Top Video, Darkside Entertainment, Elegant Angel, Fat Dog, Filmco Releasing, Heatwave, Midnight Video, Vivid и многие другие.
Снималась вместе с такими звёздами, как Лиза Липпс, Байрон Лонг, Минка, Доминик Симоне. Участвовала в сценах классического, лесбийского, межрасового, анального секса, гэнг-бэнга, двойного проникновения, секса втроём, в роли домины.
В нескольких видео снялась под именем Ким Хайнс. В начале 2000 года сделала операцию по уменьшению груди с размера G до D. В 2009 году включена в Зал Славы Urban X Award.
Ушла из индустрии в 2015 году, снявшись в 129 фильмах.

## Награды
- 2009 — включена в Зал Славы Urban X Award[8]

## Избранная фильмография
- Black and Stacked Xtra 2
- Busty Porno Stars
- Big Boob Bangeroo 2
- Black Mommas 3
- Black Stacked Lesbians
- Boobcage
- Boobsville Black Beauties
- Big Boob Bangeroo
- Natural Wonders of the World Vol. 13
- Nice Azz Tits 3
- Return of the Ultra Vixens
- Sophia Lomeli’s Big Busty Starlets